# Polymorphinidae
Polymorphinidae es una familia de foraminíferos bentónicos de la superfamilia Polymorphinoidea, del suborden Lagenina y del orden Lagenida. Su rango cronoestratigráfico abarca desde el Rhaetiense (Triásico superior) hasta la Actualidad.

## Discusión
Clasificaciones previas incluían las familias de Polymorphinidae en la superfamilia Nodosarioidea.

## Clasificación
Polymorphinidae incluye a las siguientes subfamilias y géneros:
- Subfamilia Falsoguttulininae
  - Berthelinopsis †
  - Edhemia †
  - Falsoguttulina †
  - Fissuripolymorphina
  - Lingulosigmomorphina
  - Pseudopolymorphinoides †
  - Tobolia †
  - Waldoschmittia
- Subfamilia Polymorphininae
  - Enantiomorphina †
  - Eoguttulina †
  - Eupolymorphina
  - Francuscia
  - Glandulopleurostomella †
  - Globulina
  - Gorisella †
  - Guttulina
  - Krebsina
  - Metapolymorphina
  - Paleopolymorphina †
  - Pealerina †
  - Polymorphina
  - Polymorphinella †
  - Pseudopolymorphina
  - Pyrulina
  - Pyrulinoides †
  - Sagoplecta †
  - Sigmoidella
  - Sigmomorphina
  - Spirofrondicularia †
  - Strigialifusus †
- Subfamilia Webbinellinae
  - Bullopora †
  - Histopomphus †
  - Vitriwebbina †
  - Webbinella
- Subfamilia Edithaellinae
  - Echinoporina †
  - Edithaella †
  - Grillita †
  - Vasiglobulina †
- Subfamilia Ramulininae
  - Discoramulina
  - Ramulina
  - Ramulinella †
  - Sporadogenerina
  - Washitella †

Otro género considerado en Polymorphinidae es:
- Laryngosigma, antes en la Familia Glandulinidae

Otros géneros considerados en Polymorphinidae son:
- Apiopterina de la subfamilia Polymorphininae, aceptado como Globulina
- Arethusa de la subfamilia Polymorphininae, de estatus incierto, considerado sinónimo posterior de Polymorphina
- Arperneroum † de la subfamilia Webbinellinae, aceptado como Bullopora
- Aulostomella de la subfamilia Polymorphininae, aceptado como Globulina
- Canopus de la subfamilia Polymorphininae, de estatus incierto, considerado sinónimo posterior de Polymorphina
- Cantharus de la subfamilia Polymorphininae, de estatus incierto, considerado sinónimo posterior de Polymorphina
- Caudina de la subfamilia Polymorphininae, sustituido por Gorisella
- Cimelidium de la subfamilia Polymorphininae, de posición taxonómica incierta, considerado sinónimo posterior de Polymorphina pero también de Guttulina
- Cornusphaera † de la subfamilia Edithaellinae, aceptado como Edithaella
- Ellisina de la subfamilia Polymorphininae, aceptado como Pealerina
- Eupolymorphinella de la subfamilia Polymorphininae, aceptado como Polymorphinella
- Frankia de la subfamilia Polymorphininae, considerado sinónimo posterior de Frankinella, y este a su vez de Francuscia
- Frankinella de la subfamilia Polymorphininae, aceptado como Francuscia
- Glandulopolymorphina de la subfamilia Polymorphininae, aceptado como Polymorphina
- Lingulopyrulinoides de la subfamilia Webbinellinae, aceptado como Webbinella
- Misilus de la subfamilia Polymorphininae, aceptado como Globulina
- Mitrapolymorphina de la subfamilia Polymorphininae, aceptado como Francuscia
- Oberhauserina † de la subfamilia Edithaellinae
- Oncobotrys de la subfamilia Polymorphininae, de estatus incierto, considerado sinónimo posterior de Bulimina
- Placopsum † de la subfamilia Webbinellinae, aceptado como Bullopora †
- Pseudopyrulinoides de la subfamilia Polymorphininae, aceptado como Paleopolymorphina
- Pyrulinella de la subfamilia Polymorphininae, aceptado como Pyrulina
- Quadrulina de la subfamilia Polymorphininae, aceptado como Spirofrondicularia
- Raphanulina de la subfamilia Polymorphininae, aceptado como Globulina
- Rostrolina de la subfamilia Polymorphininae, considerado sinónimo de Polymorphina, y aceptado como Ellipsopolymorphina
- Sigmoidina de la subfamilia Polymorphininae, considerado subgénero de Sigmoidella, Sigmoidella (Sigmoidina), y aceptado como Sigmoidella
- Sigmomorphina de la subfamilia Polymorphininae, considerado subgénero de Sigmomorpha, Sigmomorpha (Sigmomorphina)
- Sigmomorphinoides de la subfamilia Polymorphininae, aceptado como Sigmomorphina